# Charisma Carpenter
Charisma Lee Carpenter (Las Vegas, Nevada, 1970. július 23. –) amerikai              színésznő.

## Fiatalkora
1970. július 23-án született Las Vegasban. Szülei elváltak, édesanyja, Chris egy madárrezervátumban dolgozik, édesapja, Don eladó. Nevét az 1970-es Avon reklám alapján kapta. Két idősebb mostohatestvére van, Michelle Troy és John Kenet. 5 éves korától kezdve klasszikus balettet tanult. A Las Vegas-i Bishop Gorman Középiskolában tanult. 1985-ben családjával átköltözött Mexikóba, Rosairóba, majd később ismét átköltöztek San Diegóba, ahol művészeti szakközépiskolákba járt. Érettségi után körbeutazta Európát. Miután visszaköltözött San Diegóba, dolgozott videotékásként, aerobik oktatóként és ingatlankereskedőként is. 1991-ben a San Diego Charger pomponlánya volt. 1992-ben Los Angeles-be költözött, ekkor kezdődött a filmes karrierje is.

## Pályafutása
Először reklámokban szerepelt, majd szerepet kapott a Baywatchban, majd később a Malibui szívtiprókban (Malibu Shores). 1996-ban kapta meg Cordelia Chase szerepét a Buffy, a vámpírok réme című sorozatban, majd 1999-ben ennek spin-offjában, az Angelben szerepelt, ugyanabban a szerepben. 2003-ban a Randi Jane-nel című film egyik főszereplője volt. 2004-ben szerepet kapott a Bűbájos boszorkák című sorozatban, majd 2005-ben a Veronica Marsban is.2006-ban szerepelt a Családi kupa, a Csalók klubja valamint a Végzetes szenvedély című filmekben. 2007-ben kisebb szerepet kapott a Big Shots és a Greek című sorozatokban. 2009-ben főszerepet kapott a House of Bones és a Vivid című horrorfilmekben, és játszott a CSI: A helyszínelők egy epizódjában is.

## Magánélete
2002. október 5-én összeházasodott Damian Hardyval. 2003. március 24-én megszületett Donovan Charles Hardy nevű fiuk. Az amerikai Playboy 2004. júniusi számában egy tízoldalas képes cikkben szerepelt. 2008-ban elvált férjétől.

## Filmográfia

### Film
| Év   | Magyar cím                             | Eredeti cím                                                          | Szerep          | Magyar hang |
| ---- | -------------------------------------- | -------------------------------------------------------------------- | --------------- | ----------- |
| 1995 | Az idő harcosa – Dinólovagok           | Josh Kirby... Time Warrior!: Chapter 1, Planet of the Dino-Knights   | Beth Sullivan   |             |
| 1995 | Az idő harcosa 2. – A jövő szökevényei | Josh Kirby... Time Warrior!: Chapter 2, the Human Pets               | Beth Sullivan   |             |
| 1996 | Az idő harcosa 6 – A végső küzdelem    | Josh Kirby... Time Warrior!: Chapter 6, Last Battle for the Universe | Beth Sullivan   |             |
| 2003 | Macsók a csúcson                       | What Boys Like                                                       | Kim             |             |
| 2010 |                                        | Psychosis                                                            | Susan Golden    |             |
| 2010 | The Expendables – A feláldozhatók      | The Expendables                                                      | Lacy            | Sallai Nóra |
| 2012 | The Expendables – A feláldozhatók 2.   | The Expendables 2                                                    | Lacy            | Sallai Nóra |
| 2012 |                                        | Heaven's Door                                                        | Julie           |             |
| 2015 |                                        | Bound                                                                | Michelle Mulan  |             |
| 2015 |                                        | Street Level                                                         | Sydney          |             |
| 2016 |                                        | Girl in Woods                                                        | Momma           |             |
| 2018 |                                        | Mail Order Monster                                                   | Sydney Hart     |             |
| 2018 |                                        | The Griddle House                                                    | Mae-Bee         |             |
| 2019 |                                        | Pegasus: Pony with a Broken Wing                                     | Melanie Killian |             |

### Televízió

#### Tévéfilm
| Év   | Magyar cím                         | Eredeti cím                                | Szerep             | Magyar hang        |
| ---- | ---------------------------------- | ------------------------------------------ | ------------------ | ------------------ |
| 2003 | Randi Jane-nel                     | See Jane Date                              | Jane Grant         | Ábel Anita         |
| 2003 | Randi Jane-nel                     | See Jane Date                              | Jane Grant         | Törtei Tünde       |
| 2004 |                                    | Like Cats and Dogs                         | Sarah Hayes        |                    |
| 2006 | Végzetes szenvedély                | Flirting with Danger                       | Laura Clifford     |                    |
| 2006 |                                    | Voodoo Moon                                | Heather            |                    |
| 2006 | Csalók klubja                      | Cheaters' Club                             | Linda Stern        |                    |
| 2006 | Családi kupa                       | Relative Chaos                             | Katherine          |                    |
| 2010 |                                    | House of Bones                             | Heather Burton     |                    |
| 2011 |                                    | Crash Site: A Family in Danger             | Rita Saunders      |                    |
| 2011 |                                    | Deadly Sibling Rivalry                     | Janna / Callie     |                    |
| 2011 |                                    | A Trusted Man                              | Sonia Paston       |                    |
| 2012 | Rémjárás                           | Ghostquake (Haunted High)                  | Persia, könyvtáros | Virághalmy Judit   |
| 2015 |                                    | A Horse Tail                               | Samantha Harrison  |                    |
| 2016 |                                    | Mommy's Secret                             | Anne Harding       |                    |
| 2021 | A jó apa: A Martin MacNeill sztori | The Good Father: The Martin MacNeill Story | Michele MacNeill   | Kisfalvi Krisztina |

#### Sorozat
| Év        | Magyar cím                        | Eredeti cím                    | Szerep              | Megjegyzések                                                                                           |
| --------- | --------------------------------- | ------------------------------ | ------------------- | --- |
| 1994      | Baywatch                          | Baywatch                       | Wendie Sanders      | 1 epizód                                                                                               |
| 1995      | A kis gézengúz                    | Boy Meets World                | Caterer             | 1 epizód                                                                                               |
| 1996      | Malibui szívtiprók                | Malibu Shores                  | Ashley Green        | - főszereplő - magyar hangja: - Zsigmond Tamara                                                        |
| 1997–1999 | Buffy, a vámpírok réme            | Buffy the Vampire Slayer       | Cordelia Chase      | - főszereplő (1-3. évad) - magyar hangja: - Ábel Anita - Závodszky Noémi - Hámori Eszter               |
| 1999–2004 | Angel                             | Angel                          | Cordelia Chase      | - főszereplő (1-4. évad) - vendégszereplő (5. évad) - magyar hangja: - Závodszky Noémi - Hámori Eszter |
| 1999      | Hé, Arnold!                       | Hey Arnold! (hangja)           | Simone              | 1 epizód                                                                                               |
| 2001      | Halálos hullámhossz               | Strange Frequency              | Jules               | 1 epizód                                                                                               |
| 2003      |                                   | Miss Match                     | Serena Lockner      | 4 epizód                                                                                               |
| 2004      | Az ügyosztály                     | The Division                   | Emma Campbell       | 1 epizód                                                                                               |
| 2004      |                                   | LAX                            | Julie Random        | 1 epizód                                                                                               |
| 2004      | Bűbájos boszorkák                 | Charmed                        | Kyra                | 3 epizód (7. évad)                                                                                     |
| 2005–2006 | Veronica Mars                     | Veronica Mars                  | Kendall Casablancas | - visszatérő szerep - 11 epizód (2-3. évad)                                                            |
| 2007      |                                   | Back to You                    | Brooke Schimmel     | 1 epizód                                                                                               |
| 2007–2011 | Greek, a szövetség                | Greek                          | Tegan Walker        | 4 epizód                                                                                               |
| 2008      | Nagyágyúk                         | Big Shots                      | Janelle Johns       | 2 epizód                                                                                               |
| 2009      | CSI: A helyszínelők               | CSI: Crime Scene Investigation | Mink                | 1 epizód                                                                                               |
| 2009      | A hős legendája                   | Legend of the Seeker           | Triana              | 1 epizód                                                                                               |
| 2011      | Minden lében négy kanál           | Burn Notice                    | Nicki Skyler        | 1 epizód                                                                                               |
| 2011      | Odaát                             | Supernatural                   | Maggie Stark        | 1 epizód                                                                                               |
| 2012–2013 |                                   | The Lying Game                 | Rebecca Sewell      | főszereplő                                                                                             |
| 2013      | Zsaruvér                          | Blue Bloods                    | Maryanne            | 1 epizód                                                                                               |
| 2013–2016 |                                   | Surviving Evil                 | önmaga              | házigazda                                                                                              |
| 2014      | Kemény motorosok                  | Sons of Anarchy                | Carol               | 1 epizód                                                                                               |
| 2015      | Scream Queens – Gyilkos történet  | Scream Queens                  | Mrs. Herfmann       | 1 epizód                                                                                               |
| 2016      | Bűnös Chicago                     | Chicago P.D.                   | Brianna Logan       | 2 epizód                                                                                               |
| 2016      | Lucifer az Újvilágban             | Lucifer                        | Jamie Lee Adrienne  | 1 epizód                                                                                               |
| 2017      | Gyilkos elmék: Túl minden határon | Criminal Minds: Beyond Borders | Miss Gates          | 1 epizód                                                                                               |
| 2019      | 911 L.A.                          | 9-1-1                          | Maude               | 1 epizód                                                                                               |
| 2019      |                                   | No Good Nick                   | Jacquelyn           | 1 epizód                                                                                               |
| 2019      |                                   | Pandora                        | Eve                 | 1 epizód                                                                                               |
| 2022      | Dinasztiák                        | Dynasty                        | Heather             | 1 epizód                                                                                               |